# Preobrazhénskaya Plóshchad
Preobrazhénskaya Plóshchad (del ruso: Преображенская площадь) es una estación del Metro de Moscú, de la Línea Sokólnicheskaya. Está ubicada entre las estaciones Cherkízovskaya y Sokólniki en la región Preobrazhénskoye del Distrito administrativo oriental de la ciudad de Moscú.

## Historia y origen del nombre
La estación fue abierta el 31 de diciembre de 1965 como prolongación de la línea Kírovsko-Frúnzenskaya (ahora Línea Sokólnicheskaya) al norte de la estación Sokólniki. Hasta el año 1990 esta estación era la última en su línea. 
El nombre de la estación en castellano significa Plaza Preobrazhénskaya y fue llamada así porque una de sus salidas conduce hacia esta plaza. La plaza Preobrazhénskaya recibió a su vez su nombre por la antigua aldea Preobrazhénskoe que apareció a mitad del siglo XVII alrededor de la iglesia Preobrazhenya Gospodnya, que en castellano significa Transfiguración del Señor.

## Vestíbulos y transbordos
La estación tiene dos salidas. La salida oriental conduce a la Bolshaya Cherkízovskaya Úlitsa (Gran Calle Cherkízovskaya) y está unida al paso peatonal subterráneo que atraviesa esta calle. La salida occidental está dirigida hacia la calle Úlitsa Preobrazhénskaya y también está conectada con un paso peatonal subterráneo que atraviesa la plaza Preobrazhénskaya.

## Características técnicas
La construcción de esta estación se basa en tres cavidades no profundas (8 metros) separadas por columnas. En ella se encuentran 40 columnas intercaladas cada 4 metros. El autor del proyecto fue N. I. Demínsky. Tras la estación se encontraba el cruce de caminos para la rotación de los trenes, pero actualmente esta construcción se encuentra desmontada. Una parte del recorrido entre Preobrazhénskaya Ploshchad y Sokólniki cruza por el puente de 330m sobre el río Yauza.

## Diseño
Los muros están cubiertos de placas cerámicas blancas cerámicas. Los cortes cuadrados de las columnas estás revestidas de mármol verde. El piso está enlosado con granito gris y rojo.

## Preobrazhénskaya Plóshchad en cifras
- Código de la estación: 003.
- En marzo de 2002 el flujo de pasajeros fue el siguiente: entrada - 60,1 mil, salida - 66,0 mil personas.

## Galería fotográfica

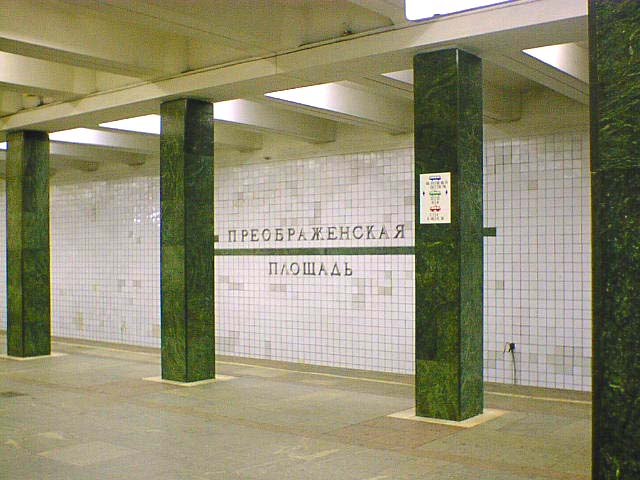
Muro interior.
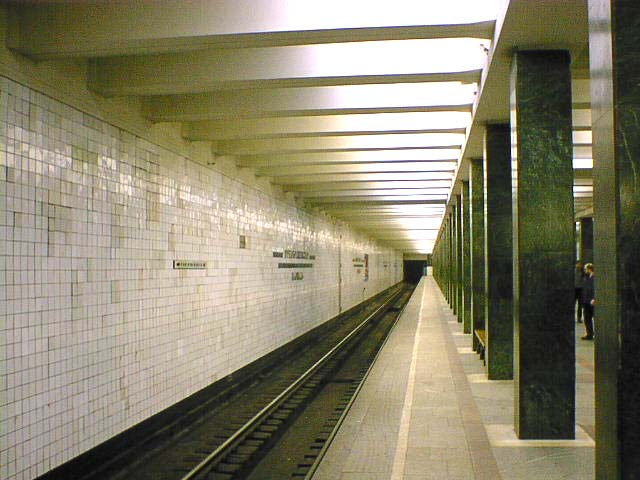
Andén.
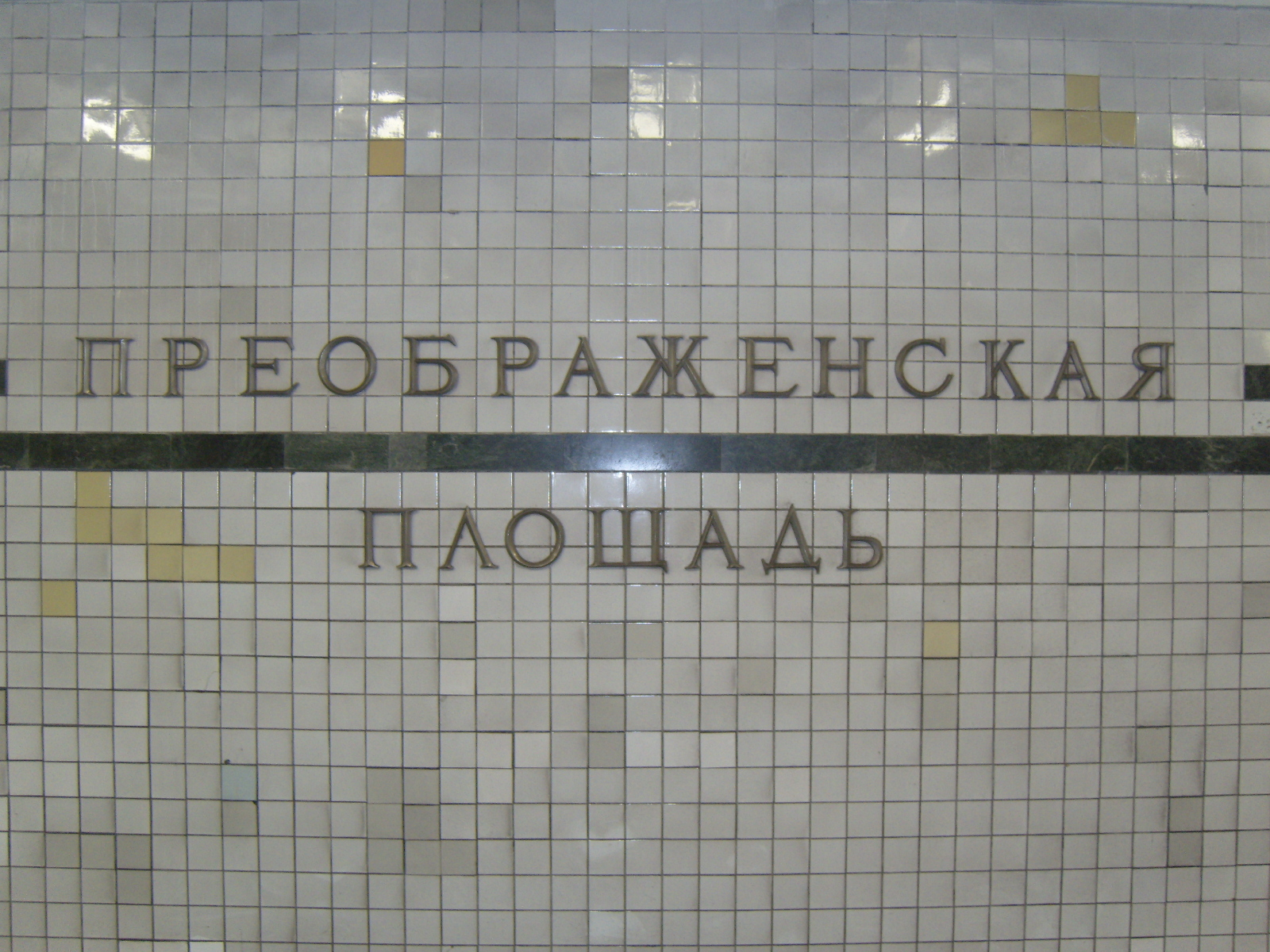
Muro interior.